# こーすけ
こーすけ（年齢非公開、9月16日 - ）は、日本のゲーム実況者。YouTubeやニコニコ動画にゲーム実況動画を主に投稿している他、多数の番組やイベントに出演している。愛称は「こーちゃん｣。

## 略歴
2009年10月25日、高校の同級生だったキヨと2人で初めてのゲーム実況をニコニコ動画に投稿。その後、ヒラとフジが参加し4人でゲーム実況グループ「最終兵器俺達」として活動を始める。この活動最初期は「ロリコンのこーすけ」と名乗っていた。個人やグループでのゲーム実況の他、ニコニコ動画のゲーム実況者とコラボ実況や生配信などの活動を始める。
2011年7月9日、ゲーム実況者のもこうとカバー曲を発表する「歌うたい」プロジェクトを始動する。その後も定期的にカバー曲を投稿、弾き語り配信などの音楽活動を続ける。
2012年1月3日、初めてニコニコ動画の公式生放送に出演。その後はニコニコ関連の番組やイベント、ゲーム会社の企画する番組やイベントに司会やゲストとして出演するようになった。
2015年10月25日、さいたまスーパーアリーナで開催されたニコニコ超パーティー2015のステージ上で素顔を公開する。それまではキャップ、サングラス、マスクを付けて顔を隠していたが、この日から顔を出して活動するようになった。
2018年11月3日、さいたまスーパーアリーナで開催されたニコニコ超パーティー2018で、ゲーム実況者のもこうと米津玄師の「灰色と青」のカバーを披露した。

2020年11月11日に過去に交際していた女性とのトラブルが明るみに出たことで、同月28日、最終兵器俺達のメンバーとの話し合いの結果、少しの期間、活動を控えることを報告した。12月31日に活動を再開した。

## 番組

### レギュラー番組
レギュラー番組
- サモンズボード公式放送（2014年11月6日 - 、ニコニコ公式、YouTube）[16]
- にゃんこ大放送（2016年10月24日 - 、ニコニコ公式、YouTube、他） - MC [17]
- 4GamerSP（2017年6月27日 - 、YouTube 4GamerSP）[18]
- サモンズボード放送局（2017年9月27日 - 、YouTube 4GamerSP、Periscope）[19]
- サモンズステーション（2018年5月16日 - 、YouTube サモンズチャンネル）[20]
- ドラエグQ（2019年2月24日 - 、Mirrativ） - MC

過去のレギュラー番組
- ゲーム実況バラエティHangameLive（2015年3月12日 - 10月22日、ニコニコ公式、YouTube ハンゲーム）[21]
- 最終兵器俺達こーすけによるニコニコ本社ゲーム実況！（2015年5月7日 - 5月29日、ニコニコ本社ちゃんねる） - MC
- 闘神激突 ウメハラチャンネル GUILTY GEAR Xrd -SIGN-（2015年7月3日 - 8月14日、ニコニコ、YouTube） - MC
- ダチ×ヨイ ーこーすけ横丁一番街ー（2018年7月24日 - 10月30日、ニコニコチャンネル） - MC [22]

## ディスコグラフィー
参加作品
- V.A. - ニコ動とテレ東「つくり場」から生まれた企画アルバム〜集まれ!ドリームクリエイター（2014年2月19日、オムニバスアルバム）
- Gero - Road（2016年7月9日、ミニアルバム）
  - 2.「NOT EQUAL」（コーラスで参加）

## 書籍
- つもる話もあるけれど、とりあえずみんなゲーム実況みようぜ!（2011年8月1日、ハーヴェスト出版、ISBN 4434157043）
- ゲーム実況の中の人（2012年6月12日、PHP研究所、ISBN 4569805787）
- 公式ニコニコ動画の中の人 2冊目（2011年11月29日、PHP研究所、ISBN 4569800653）
- ボカロPlus mini Vol.1 最終兵器俺達×M.S.S Project 実況座談会スペシャル（2013年3月11日、徳間書店、ISBN 4197203624）
- MSSPとか最俺とかいい大人達とかが出ているゲーム実況者の本（2014年1月15日、KADOKAWA/エンターブレイン、ISBN 404729425X）